# Spokóinaya
Spokóinaya (del ruso: Спокойная) es una stanitsa del raión de Otrádnaya del krai de Krasnodar, en Rusia. Está situada en la orilla izquierda del río Bolshói Teguín, afluente del río Urup, 17 km al sudoeste de Otrádnaya y 209 km al sureste de Krasnodar, la capital del krai. Tenía 5 458 habitantes en 2010
Es cabeza del municipio Spokóinoskoye, al que pertenece asimismo Otrado-Tenginski. El municipio contaba con un total de 5 834 habitantes y 137 km².

## Historia
La stanitsa fue fundada en 1858, en el contexto de la Guerra del Cáucaso. Sus primeros colonos fueron emigrantes de Krylovskaya, de las gubernias de Poltava y de Zaporozhia, así como campesinos de Rusia central. Se considera que la migración inicial acabó en 1863, año en el que se designa como atamán al starshiná Logvinov. La stanitsa formaba parte del 18º Regimiento de Caballería de los cosacos de la Línea del Cáucaso y a partir de 1870 de la 5ª Brigada de Cosacos del Kubán. En 1867 se construyó la primera escuela primaria de la localidad. En 1868 había en la localidad 267 casas de madera y 20 de piedra, y contaba con 1 868 habitantes. En 1912 la población alcanzaba los 11 633 habitantes. Hasta 1920 perteneció al otdel de Labinsk del óblast de Kubán. En 1929 se forma el primer koljós. Ese año había en la localidad tres escuelas primarias y dos secundarias. De 1934 a 1962 fue centro de un raión que llevaba su nombre. En 1978 se erigió la Casa de Cultura.